# Michael Biehn
Michael Conell Biehn (Anniston, Alabama, 31 de juliol de 1956) és un actor estatunidenc que ha participat en diverses pel·lícules, com The Terminator (1984), Aliens (1986), The Abyss (1989), o The Rock (1996). També va fer una petita aparició a Terminator 2: Judgment Day (1991), en un malson de la protagonista Sarah Connor.

## Biografia
És fill de Marcia Connell i Don Biehn. Quan era molt jove es va traslladar amb la seva família a Lincoln, Nebraska, i més tard a Lake Havasu, Arizona. Va estudiar a la Universitat d'Arizona.
El seu primer paper definitiu en una pel·lícula va ser en  Grease, tot i que no va sortir als crèdits. La seva escena incloïa el personatge de John Travolta donant-li un cop de puny a l'estómac en un partit de bàsquet.
Després d'una sèrie de films en els quals exercia de secundari, com Coach o The Fan, un desconegut James Cameron li va concedir el paper d'heroi en la seva pel·lícula The Terminator. La pel·lícula, de poc pressupost, va aconseguir (contra tot pronòstic) calar en el públic, convertint-la immediatament en una obra de culte de ciència-ficció. La relació entre Bienh i Cameron va resultar en més col·laboracions posteriors, totes d'èxit; Aliens el 1986, The Abyss el 1989 i la seqüela de la seva primera col·laboració Terminator 2 (encara que la participació de Biehn en el film està relegada a les versions domèstiques en DVD, tant la versió ampliada com la versió del director). Això el converteix en l'actor amb més col·laboracions amb James Cameron (juntament amb Bill Paxton).
Biehn s'ha mantingut generalment en posició de secundari en films de reduït pressupost o considerades de sèrie-B, per això Biehn es va molestar quan el seu personatge de Aliens, Dwayne Hicks, va ser eliminat del guió definitiu de la seqüela Alien 3. Al principi es va plantejar que el seu personatge es convertís en l'heroi principal de la saga per sobre de Ripley (interpretada per Sigourney Weaver), però els guionistes Walter Hill i David Giler van canviar el guió (que ja havia sofert bastants canvis) que seria fet servir per a la pel·lícula, en aquest guió el personatge de Bienh era massacrat al principi del film, Biehn va considerar això una falta de respecte i va demanar la mateixa quantitat de diners que va cobrar per l'anterior pel·lícula, la productora es va negar i el seu personatge no va ser utilitzat.

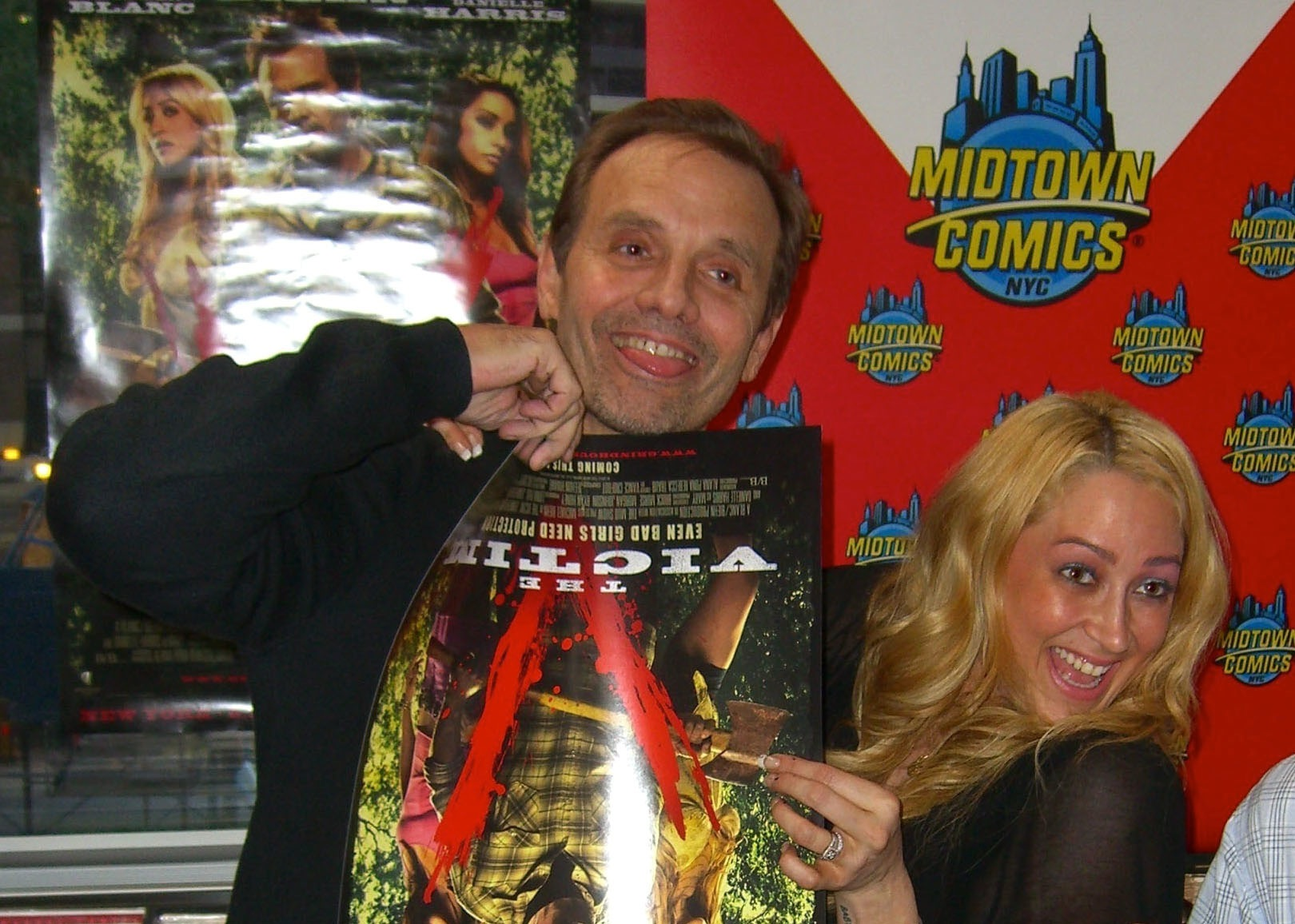
Biehn amb la seva promesa Jennifer Blanc.

Durant la dècada dels 90 Biehn es va dedicar gairebé exclusivament a papers en produccions de acció en pel·lícules d'alt pressupost; com La Roca de Michael Bay, Seal de Lewis Teague o Tombstone de George P. Cosmatos. També va participar en produccions televisives de reduït pressupost; Deep Red, Blood of the Hunter o Frame by Frame. Abans que acabés el segle xx va posar la seva veu per primera vegada en un videojoc; Command & Conquer: Tiberian Sun. En televisió, el seu paper millor catalogat va ser com l'Oficial Randall Buttman en Hill Street Blues.
Després de l'entrada del nou mil·lenni les seves participació en films van baixar en rellevància, tot i això va participar en films d'alt pressupost com L'Art de la Guerra, Clockstoppers o Planet Terror. També va destacar el seu paper en sèries de curta durada: Adventure Inc., que constava d'una temporada de 22 episodis i, l'any 2004, en la cadena NBC, Hawaii, però va ser cancel·lada per la seva escassa audiència. James Cameron pretenia que Biehn participés en la seva pel·lícula del 2009, Avatar; però finalment no va passar, ja que Cameron argumentava que la participació de Sigourney Weaver i Biehn recordaria al públic a Aliens.
Va debutar en la direcció amb la pel·lícula de 2010; The Blood Bond, però Biehn ha renegat d'aquesta pel·lícula. El seu segon film com a director està escrit per ell i la seva promesa, Jennifer Blanc, The Victim, estrenada l'any 2011. Biehn interpreta de nou al personatge Dwayne Hicks en la seqüela d' Aliens dirigida per Neill Blomkamp.

### Vida personal
Biehn es va casar en dues ocasions. La primera amb Carlene Olson l'11 de juliol de 1980, amb la qual va tenir bessons, Devon i Taylor (nascuts e 1984). Es van divorciar set anys després de la seva unió. L'any 1988 es casaria amb Gina Marsh, amb la qual tindria dos fills, Caelan Michael (nascut l'11 d'abril de 1992) i Alexander (nascut el 19 de març de 2003). Actualment està sortint amb l'actriu Jennifer Blanc.

## Filmografia

### Cinema
| Any  | Pel·lícula                                      | Paper                                   | Notes                                           |
| ---- | ----------------------------------------------- | --------------------------------------- | ----------------------------------------------- |
| 1978 | Grease                                          | Mike                                    | no surt als crèdits                             |
| 1978 | Coach                                           | Jack Ripley                             |                                                 |
| 1980 | Hog Wild                                        | Tim Warner                              |                                                 |
| 1981 | The Fan                                         | Douglas Breen                           |                                                 |
| 1983 | The Lords of Discipline                         | John Alexander                          |                                                 |
| 1984 | The Terminator                                  | Sergent Kyle Reese                      |                                                 |
| 1985 | Deadly Intentions                               | Dr. Charles Rayner                      |                                                 |
| 1986 | Aliens, el retorn                               | Dwayne Hicks                            |                                                 |
| 1987 | Rampage                                         | Anthony Fraser                          |                                                 |
| 1988 | The Seventh Sign                                | Russell Quinn                           |                                                 |
| 1988 | In a Shallow Greu                               | Garnet Montrose                         |                                                 |
| 1989 | The Abyss                                       | Hiram Coffey                            |                                                 |
| 1990 | Seal                                            | James Curran                            |                                                 |
| 1991 | Trenta minuts per morir (Timebomb)              | Eddie Kay                               |                                                 |
| 1991 | Terminator 2: Judgment Day                      | Kyle Reese                              | Aparició en Edició Especial/Versió del director |
| 1991 | K2                                              | Taylor Brooks                           |                                                 |
| 1993 | Deadfall                                        | Joe Dolan                               |                                                 |
| 1993 | Tombstone                                       | Johnny Ringo                            |                                                 |
| 1995 | In the Kingdom of the Blind                     | Jackie Ryan                             | Cameo                                           |
| 1995 | Jade                                            | Detectiu Bob Hargrove                   |                                                 |
| 1995 | Breach of Trust                                 | Casey Woods                             |                                                 |
| 1996 | No lliguis amb desconeguts (Mojave Moon) (1996) | Boyd                                    |                                                 |
| 1996 | La Roca                                         | Charles Anderson                        |                                                 |
| 1997 | Asteroid                                        | Director de FEMA, Jack Wallach          | Sèrie de TV                                     |
| 1997 | Dead Men Can't Dance                            | Robert Hart                             |                                                 |
| 1997 | The Ride                                        | Smokey Banks                            |                                                 |
| 1998 | Susan's Plan                                    | Bill                                    |                                                 |
| 1998 | American Dragons                                | Detectiu Tony Lucca                     |                                                 |
| 2000 | Chain of Command                                | Agent del servei secret, Craig Thornton |                                                 |
| 2000 | Cherry Falls                                    | Xèrif Brent Marken                      |                                                 |
| 2000 | L'art de la guerra (The Art of War)             | Robert Bly                              |                                                 |
| 2001 | Megiddo: The Omega Code 2                       | President David Alexander               |                                                 |
| 2002 | Clockstoppers                                   | Henry Gates                             |                                                 |
| 2002 | Borderline                                      | Detectiu Macy Kobacek                   |                                                 |
| 2005 | Caos (Havoc)                                    | Stuart Lang                             |                                                 |
| 2005 | Dragon Squad                                    | Petros Angelo                           |                                                 |
| 2007 | The Insatiable                                  | Strickland                              |                                                 |
| 2007 | You Are Here                                    | Tony Russo                              |                                                 |
| 2007 | Grindhouse                                      | Xèrif Hague                             |                                                 |
| 2007 | They Wait                                       | Blake O'Connell                         | Cameo                                           |
| 2008 | Stiletto                                        | Lee                                     |                                                 |
| 2009 | Saving Grace                                    | Landy Bretthorse                        |                                                 |
| 2009 | Streets of Blood                                | Agent Michael Brown                     |                                                 |
| 2010 | Psych 9                                         | Detectiu Marling                        |                                                 |
| 2010 | Take Me Home Tonight                            | Bill Franklin                           |                                                 |
| 2010 | Bereavement                                     | Jonathan Miller                         |                                                 |
| 2010 | The Blood Bond                                  | John Tremayne                           | També director                                  |
| 2011 | The Divide                                      | Mickey                                  |                                                 |
| 2011 | Puncture                                        | Red                                     |                                                 |
| 2011 | The Victim                                      | Kyle                                    | També director                                  |
| 2012 | Sushi Girl                                      | Mike                                    |                                                 |
| 2013 | Tapped Out                                      | Reggie                                  |                                                 |
| 2013 | Treachery                                       | Henry                                   |                                                 |
| 2014 | The Dark Forest                                 | Peter                                   |                                                 |
| 2014 | Hidden in the Woods                             | Oscar Crocker                           | Remake nord-americà d'un film xilè.             |
| 2016 | Alien 5                                         | Dwayne Hicks                            |                                                 |

### Televisió

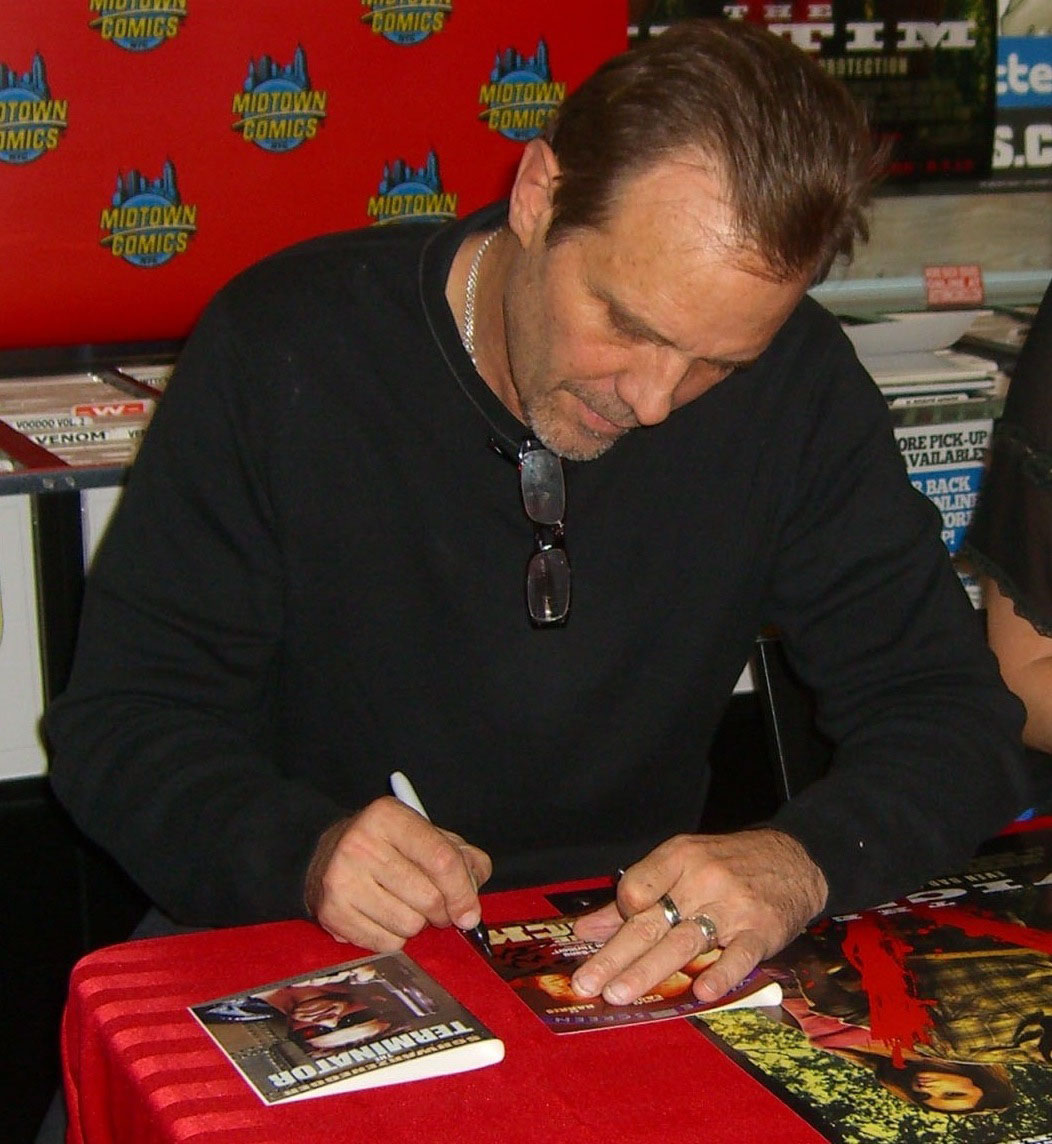
Biehn signant autògrafs el 23 d'agost del 2012

| Any       | Títol                            | Paper                  | Notes           |
| --------- | -------------------------------- | ---------------------- | --------------- |
| 1977      | La fuga de Logan                 | Sandman                |                 |
| 1978      | A Fire in the Sky                | Tom Reardon            |                 |
| 1984      | The Martyrdom of Saint Sebastian | Sebastian              |                 |
| 1992      | A Taste for Killing              | Bo Landry              |                 |
| 1993      | Strapped                         | Detectiu Matthew McRae |                 |
| 1994      | Deep Red                         | Joe Keyes              |                 |
| 1995      | Blood of the Hunter              | Blake                  |                 |
| 1996      | Frame by Frame                   | Detectiu Stash Horvak  |                 |
| 1997      | Asteroide                        | Director Jack Wallach  |                 |
| 1998-2000 | Els Set Magnífics                | Chris Larabee          | Dues temporades |
| 2002-2003 | Adventure Inc.                   | Judson Cross           | Una temporada   |
| 2004      | The Legend of Butch & Sundance   | Mike Cassidy           |                 |
| 2004      | Hawaii                           | Sean Harrison          | Una temporada   |

## Premis i nominacions
| Premi                        | Any  | Categoria               | Treball   | Personatge | Resultat |
| ---------------------------- | ---- | ----------------------- | --------- | --- | -------- |
| Premis Saturn                | 1987 | Millor actor            | Aliens    | Dwayne Hicks | Nominat  |
| Premis Saturn                | 1991 | Premi especial          | Guanyador | |          |
| premis DVD (Premis DVD)      | 2003 | Millor comentari en DVD | Aliens    | "Compartit amb: James Cameron, Lance Henriksen, Jenette Goldstein, Carrie Henn, Christopher Henn, Gale Anne Hurd, Pat McClung, Bill Paxton, Dennis Skotak, Robert Skotak, Stan Winston" | Nominat  |
| Festival de Cinema de Sitges | 2011 | Premi honorari          | Guanyador | |          |